# La Ligua
La Ligua es una comuna y ciudad ubicada en la Región de Valparaíso, en la zona central de Chile, capital de la provincia de Petorca. Se ubica 152 kilómetros al norte de Santiago, capital del país, y 99 kilómetros al norte de Valparaíso, capital regional.
Integra junto con las comunas de Cabildo, La Calera, Hijuelas, La Cruz, Nogales, Papudo, Petorca, Puchuncaví, Quillota, Quintero, Zapallar, Calle Larga, Catemu, Llaillay, Los Andes, Panquehue, Putaendo, Rinconada, San Esteban, San Felipe, Santa María, Limache, Olmué, Quilpué y Villa Alemana el distrito electoral N.º 6 y pertenece a la VI circunscripción senatorial (Valparaíso).

## Toponimia
Según el escudo fundador se establece que deriva del vocablo mapuche Liwen, que significa Resplandor o Amanecer. 
Otras hipótesis sugieren que puede provenir del mapudungun lliwa, adivino, también del quechua millma cuyo significado sería Lana o del aimara millwa, de igual significado que la anterior.

## Historia

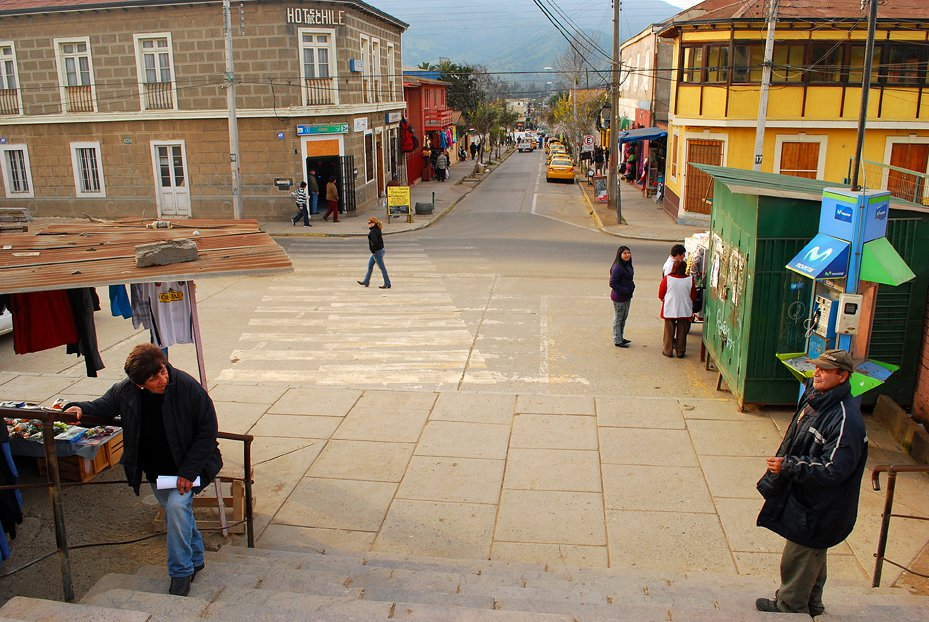
Centro de la ciudad (2013)

### Primeras ocupaciones humanas
Existen registro de que La Ligua empezó a ser habitada hace más o menos 8 milenios, se teoriza que pudo haber recibido grupos de indígenas que venían de los actuales países: Argentina, Perú y Bolivia. sin embargo el idioma chiledungun o chile dgu descrito por el padre Luis de Valdivia es considerado una lengua aislada no emparentada con las familias de lenguas que existen en estos países, lo que no se condice con esta teoría. como antecedentes adicionales encontramos que el nombre Reche para la cruz del sur es Melirito o Meliriti, que en lengua chile dgu quiere decir "las cuatro enfrente o encima", del cálculo del acimut de dicha constelación hace 7 milenios se puede asumir que recibió su nombre (las cuatro encima) en esta época. Época que coincide con el término de la última glaciación, constituyendo un vestigio histórico lingüístico que da cuenta de la antigüedad de ese pueblo en el país, sin embargo el periodo climático favorable que experimento la zona de los andes centrales en este tiempo y las importantísimas diferencias lingüísticas sitúan el origen de esta cultura en un misterio; entre los complejos arqueológicos se destacan la cultura Molle, Complejo Las Ánimas, Aymaras; el pueblo que habitó la zona central de Chile y que compartía una lengua desde el Valle del Limarí hasta Chiloé, se denominó así mismo Reche. actualmente muchas características de este grupo sobreviven en la población de La Ligua.

### Imperio inca
Los Incas llegaron aproximadamente en 1420. Primero el Inca Túpac Yupanqui y luego su hijo Huayna Cápac.

### Conquista española
La zona central de Chile, dirigida por loncos y curacas estaban reunidas bajo el liderazgo de Michimalonco, Anjalonco y por el príncipe inca Quilacanta libraron una corta pero intensa y desastrosa guerra contra la ocupación española a lo largo de unos 1 década, dicho periodo terminó con un acuerdo diplomático de paz, terminando el alzamiento que comprometía bajo el mando de Michimalonco la zona comprendida entre el Valle de Limarí y el Valle Central, con el acuerdo de paz, comienza el mestizaje y las fronteras culturales se diluyen rápidamente.

### Fundación de La Ligua
La fundación de La Ligua se remonta al 21 de junio de 1754, ordenada por el gobernador del Reino de Chile, el teniente coronel Domingo Ortiz de Rozas, por decisión de la Junta de Poblaciones del Reino de Chile. Su instalación fue iniciada, primitivamente, por el delineador Bañados, trabajo que fue complementado por el corregidor de San Martín de la Concha (Quillota), Bartolomé del Villar, este realizó el reparto de lotes y solares entre los nuevos pobladores. Asimismo es importante destacar el papel que realizó el Capitán Juan José Mujica Roco, Teniente Corregidor y alcalde de Minas, que era dueño de la Estancia de Jaururo. Mujica y Roco era descendiente de la noble familia española de los Roco, de la Casa de Urgel. Los vecinos de la naciente Villa pidieron que, en homenaje a su fundador, se le diera el nombre de Villa de Santo Domingo de Rozas.
El desarrollo de La Ligua tuvo grandes dificultades debido a la oposición de hacendados vecinos, especialmente del Marqués de Pica Manuel Bravo y Saravia de la hacienda de Pullally, por lo que, 3 décadas más tarde, se ordenó la refundación, por orden del gobernador de Chile, Ambrosio O'Higgins, levantándose un nuevo plano por el delineador Antonio Martínez de Matta, que fue la base del actual pueblo.
El 3 de junio de 1874, La Ligua obtuvo su título de poblado, otorgado mediante decreto que lleva la firma el presidente de Chile, Federico Errázuriz Zañartu. La estación La Ligua fue inaugurada junto con el resto de la línea entre La Calera y esta estación en 1897.
Francisco Astaburoaga en 1899 en su Diccionario Geográfico de la República de Chile: 368  escribió sobre La Ligua:

Ligua (Ciudad de).-—Capital del departamento de su nombre. Está situada en los 32° 27' Lat. y 71° 16' Lon. en un llanura de la orilla austral del río de su denominación á 75 metros sobre el nivel del mar, en que deja á 22 kilómetros hacia el SO. al puerto de Papudo. Su asiento se divide en cinco calles de E. á O. y diez de N. á S., y contiene una población de 2,047 habitantes, iglesia parroquial, un regular edificio municipal, un hospital, construido en 1873, dos escuelas gratuitas, oficinas de registro civil, de correo y telégrafo, y en su contorno y dentro de su área huertos de excelentes frutas y hasta tropicales, en razón de que su clima es muy templado y uniforme en casi todo el año. Fué primitivamente un asiento de minas, formado hacia mediados del siglo anterior por los explotadores de unas de oro en los medianos cerros vecinos del lado sur. El Presidente Don Domingo Ortiz de Rozas, á fin de fomentarlo, decretó el 21 de junio de 1754 la fundación en él de una villa que denominó á petición de aquellos, Santo Domingo de Rozas de Ligua. Mas por entonces ni por algún tiempo después se llevó á completo cabo su arreglo, sino que vino á ejecutarse bajo su actual planta en diciembre de 1789 por disposiciones de Don Ambrosio O'Higgins, según éste informó al rey de España en 20 de setiembre de 1792. Hasta posteriormente pocas fueron sus mejoras; en 3 de junio de 1874 obtuvo el título de ciudad. Dista unos 90 kilómetros de camino de sierra al NO. de la ciudad de San Felipe y 50 al N. de la estación de la Calera del ferrocarril de Santiago á Valparaíso. El nombre parece alteración de ligh y hue, paraje blanco, ó de lligua, el adivino.

El geógrafo Luis Risopatrón lo describe a La Ligua en su libro Diccionario Jeográfico de Chile en el año 1924:: 478 

Ligua (Ciudad de La) 32° 27' 71° 16'. Consta de una cuarentena de manzanas, divididas por unas cinco calles rectas que corren de E a W i diez calles que corren de N a S i se estiende en una estrecha planicie, encerrada por colinas, a 58 m de altitud, en la ribera S del curso inferior del rio del mismo nombre, a unos 20 kilómetros hácia el W del pueblo de Cabildo. Fué primitivamente un asiento de minas, formado hácia mediados del siglo XVIII, por los esplotadores de unas minas de oro en los medianos cerros vecinos del lado S; a fin de fomentarlo se decretó el 21 de junio de 1754 la fundación en él de la villa de Santo Domingo de Rozas de Ligua, que no se llevó a completo cabo, bajo su actual planta, sino en diciembre de 1789. Obtuvo el título de ciudad el 3 de junio de 1874. En su contorno i dentro de su área se encuentran huertos de excelentes frutas i hasta tropicales, en razón de que su clima es mui templado i uniforme en casi todo el año; en 3 años de observaciones se ha anotado 152,1 mm de agua caida como promedio anual i en 1921 se rejistro 446 mm de agua caida en 13 dias de lluvias, con una máxima diaria de 72,8 mm.

## Medio ambiente

### Geomorfología y componentes abióticos

Trazado simplificado de los ecosistemas y cuerpos de agua presentes en la comuna de La Ligua.

La comuna de La Ligua se encuentra emplazada en las unidades geomorfológicas de Planicie marina o fluviomarina y Cordones transversales; y presenta según la clasificación climática de Köppen clima mediterráneo de lluvia invernal (Csb), clima mediterráneo de lluvia invernal de altura (Csb (h)), clima semiárido (BSk), clima semiárido de lluvia invernal (BSk (s)) y clima semiárido de lluvia invernal e influencia costera (BSk (s) (i)). Esta además se halla entre las cuencas hidrográficas de Costeras del río La Ligua y río Aconcagua, Costeras del río Quilimarí y río Petorca, río Aconcagua, río La Ligua, río Petorca y río Quilimarí. Además, la comuna posee diversos cuerpos de agua, entre los que se destacan el río La Ligua y río Petorca.

### Componentes bióticos

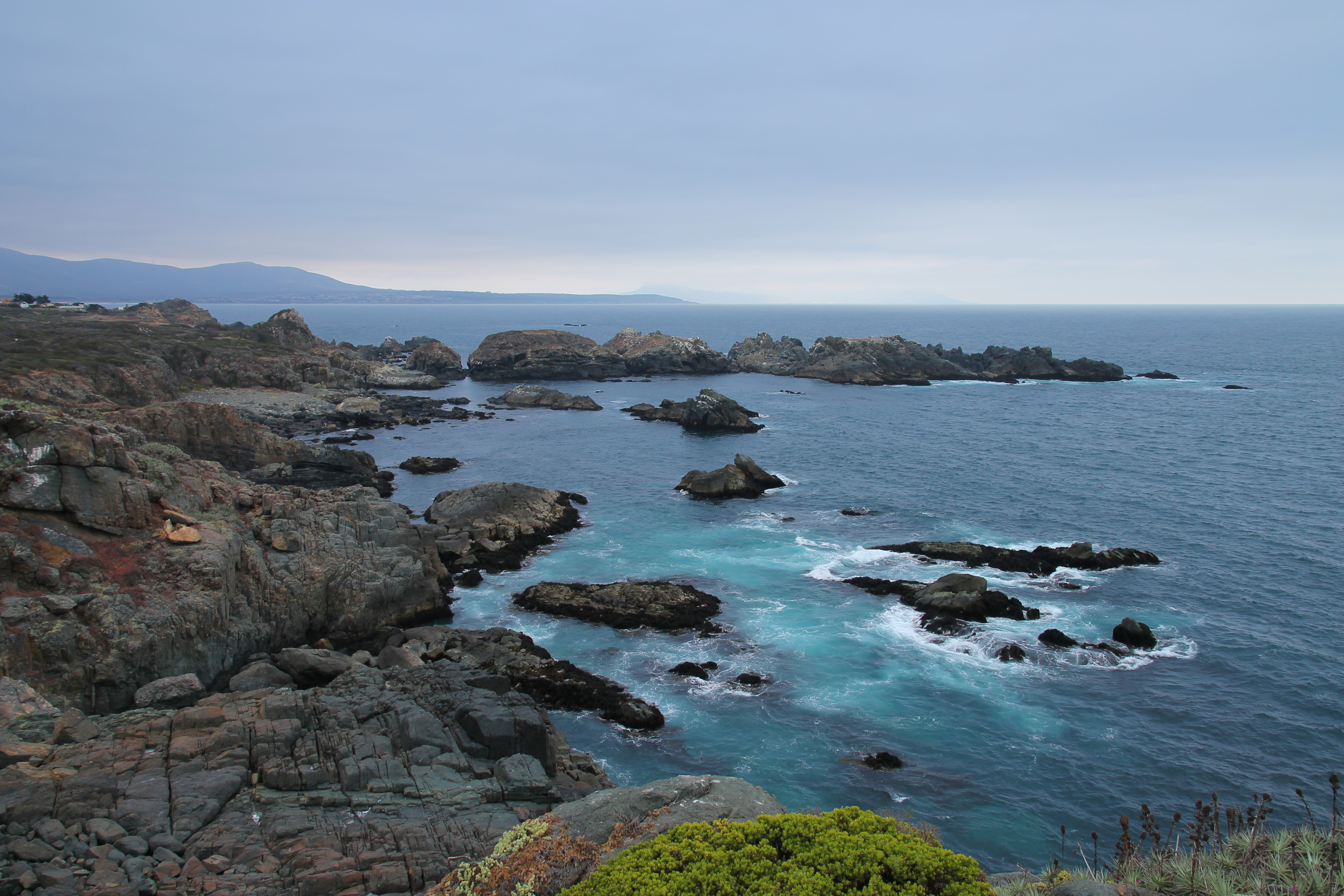
Bioparque Puquén

Dentro del territorio de la comuna se pueden hallar los siguientes ecosistemas:
- Bosque esclerófilo mediterráneo andino donde predominan Kageneckia angustifolia y Guindilia trinervis (Vulnerable)
- Bosque esclerófilo mediterráneo costero donde predominan Cryptocarya alba y Peumus boldus (Vulnerable)
- Bosque esclerófilo mediterráneo costero donde predominan Lithrea caustica y Cryptocarya alba (Casi amenazado)
- Bosque espinoso mediterráneo interior donde predominan Acacia caven y Prosopis chilensis (Vulnerable)
- Matorral arborescente esclerófilo mediterráneo costero donde predominan Peumus boldus y Schinus latifolius (Preocupación menor)
- Matorral arborescente esclerófilo mediterráneo interior donde predominan Quillaja saponaria y Porlieria chilensis (Preocupación menor)
- Matorral bajo mediterráneo andino donde predominan Chuquiraga oppositifolia y Nardophyllum lanatum (Preocupación menor)
- Matorral espinoso mediterráneo interior donde predominan Puya coerulea y Colliguaja odorifera (Casi amenazado)

### Medidas de protección ambiental y conflictos socioambientales
Hasta 2022, la comuna de La Ligua cuenta con las siguientes zonas que poseen algún nivel de protección ambiental:
- Cerro Santa Inés - Cerro Imán (Sitios ERB)[17]
- Cerro Santa Inés y Costa de Pichidangui (Sitios Ley 19.300)[18]
- Cordillera El Melón (Sitios Ley 19.300)[19]
- Cuesta el Melón - Altos de Pucalán - La Canela (Sitios ERB)[20]
- Humedal Estuario Los Molles (Humedal urbano)[21]
- Los Molles - Pichidangui (Sitios Ley 19.300)[22]
- Petorca (Sitios ERB)[23]
- río La Ligua (Sitios ERB)[24]
- río Petorca (Sitios ERB)[25]
- Santuario de la Naturaleza Cerro Santa Inés (Santuario de la Naturaleza)[26]
- Santuario de la Naturaleza Humedal Salinas de Pullally - Dunas de Longotoma (Santuario de la Naturaleza)[27]
- Zona Media Río La Ligua (Sitios ERB)[28]
- Zona Media Superior Petorca (Sitios ERB)[29]
- Humedal de Pichicuy

## Demografía

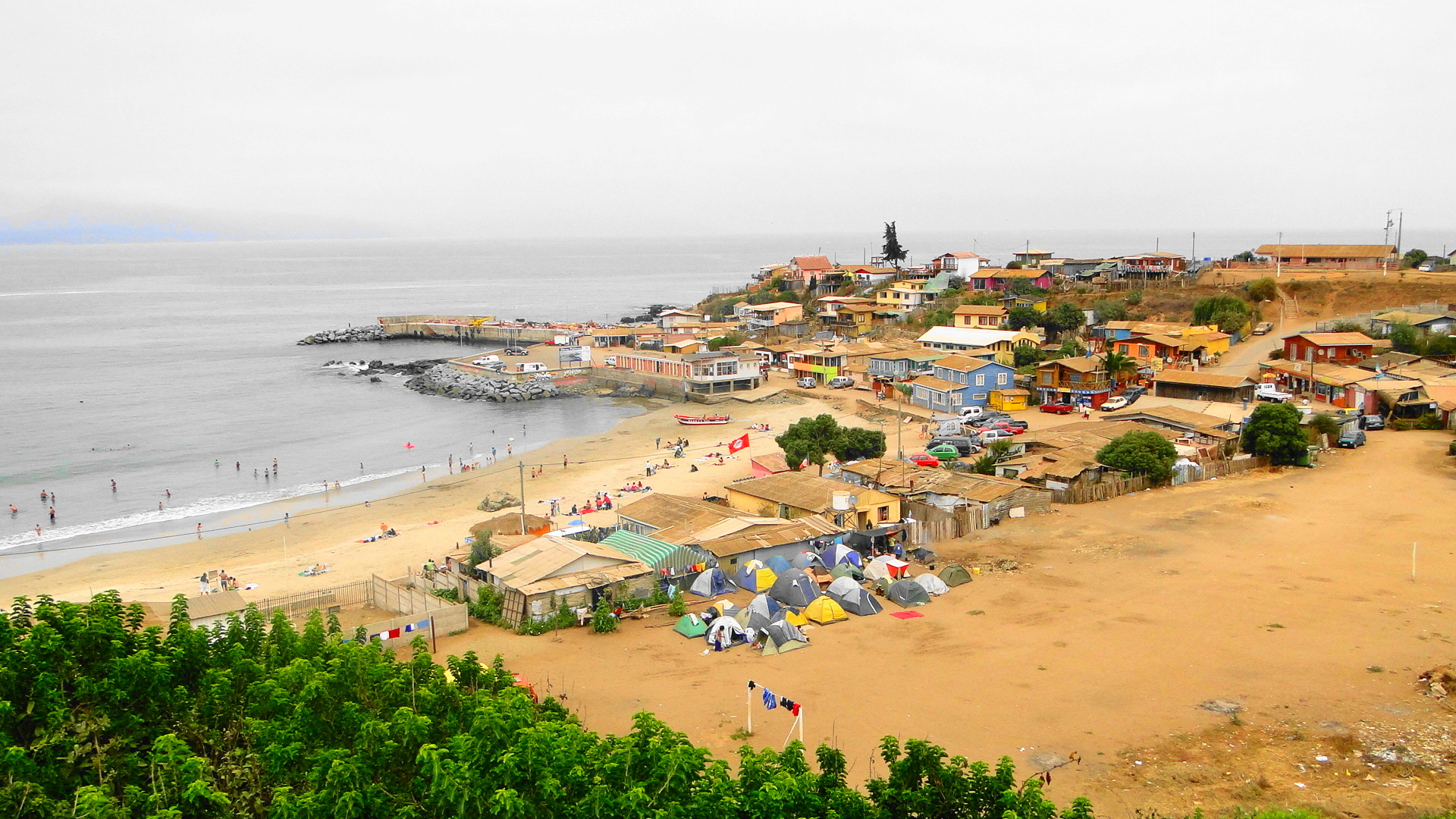
Pichicuy

La población total de la comuna alcanzó los 29 000 habitantes en el censo de 1992, con una densidad de 23 habitantes por kilómetro cuadrado, en una superficie de 1156 km². Por tanto es natural que, aparte del pueblo de La Ligua, existan otras localidades que forman parte de la comuna
- Valle Hermoso
- Longotoma
- Placilla
- La Chimba
- Quinquimo
- Jaururo
- Quebradilla
- Casas Viejas Huaquén
- Los Hornos
- Trapiche
- Pichicuy
- Los Molles
- La Ballena
- Los Quinquelles
- La Higuera
- Pichilemu

## Administración

### Municipalidad

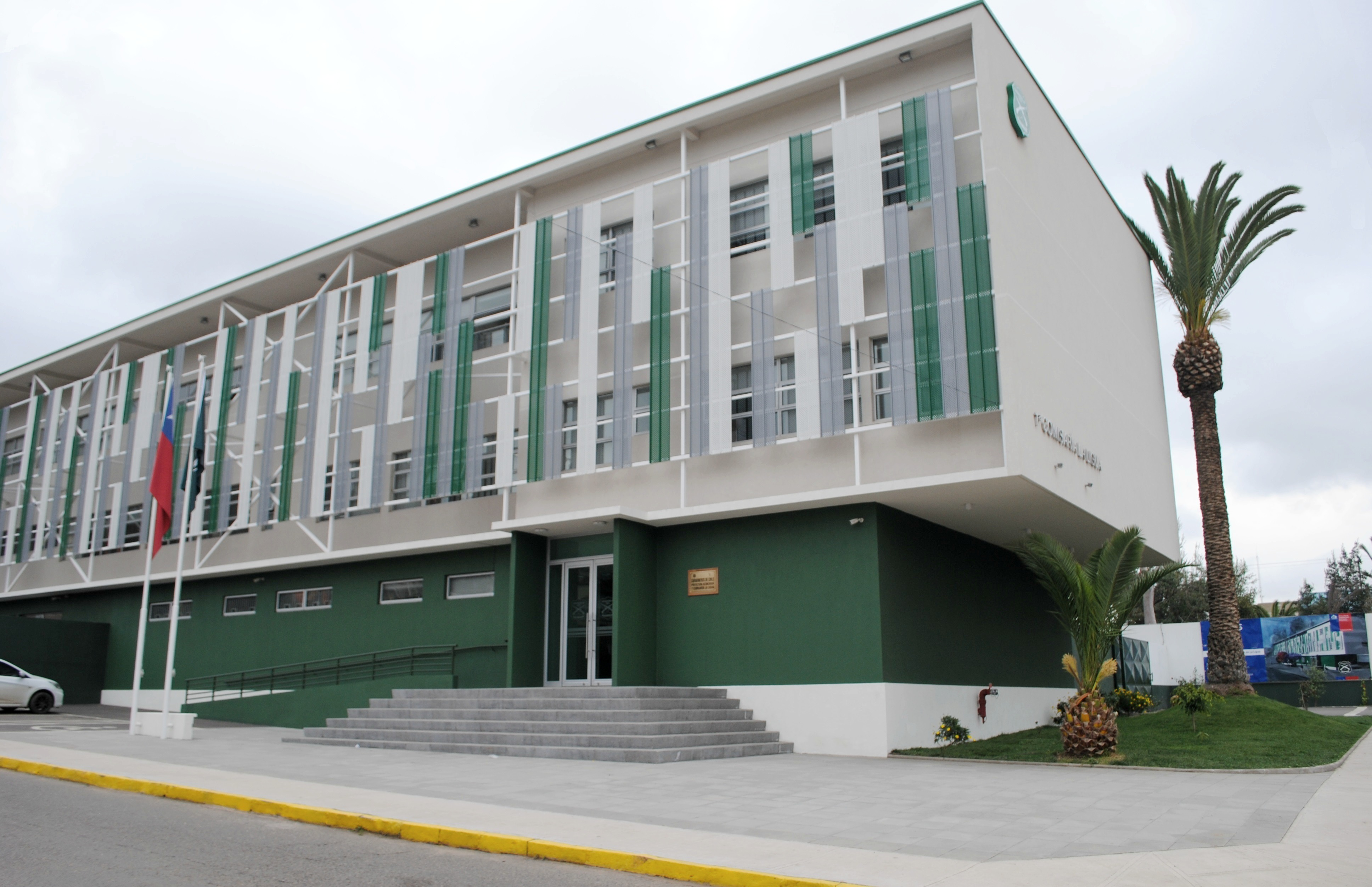
Edificio de Carabineros

La Ilustre Municipalidad de La Ligua está dirigida por el alcalde Patricio Pallares Valenzuela (Ind.), el cual es asesorado por los concejales:
- Doris Sánchez Villalobos (PC)
- Mauricio Díaz Cancino (PC)
- Camilo Castillo Limari (PS)
- Ligia Osorio Osorio (RN)
- Claudia Cortez Osses (UDI)
- Enrique Areco Varela (DEM)

### Representación parlamentaria
A nivel parlamentario, la comuna pertenece al distrito electoral n.º 6 y a la VI circunscripción senatorial (Región de Valparaíso). Es representada en la Cámara de Diputados y Diputadas del Congreso Nacional por los diputados Diego Ibáñez (CS), Francisca Bello (CS), Nelson Venegas (PS), Carolina Marzán (PPD), Andrés Longton (RN), Camila Flores (RN), Chiara Barchiesi (PRCh) y Gaspar Rivas (PDG) en el periodo 2022-2026. A su vez es representada en el Senado de Chile por los senadores Francisco Chahuán (RN), Kenneth Pugh (RN), Ricardo Lagos Weber (PPD), Isabel Allende (PS) y Juan Ignacio Latorre (RD).

## Economía
En 2018, la cantidad de empresas registradas en La Ligua fue de 747. El Índice de Complejidad Económica (ECI) en el mismo año fue de 0,59, mientras que las actividades económicas con mayor índice de Ventaja Comparativa Revelada (RCA) fueron Venta al por Menor a Cambio de una Retribución o por Contrata (89,74), Preparación de Hilatura de Fibras Textiles y Tejedura de Textiles (43,1) y Cultivo de Camotes o Batatas (42,17).

### Industria textil
La industria y comercialización del tejido y textiles es la actividad económica típica de la comuna. En general se trata de vestuario, alfombras o frazadas fabricadas a mano, en telares artesanales, o también en máquinas de tejer algo más industriales. Una característica importante es que aún muchas piezas son hechas con lanas naturales (no de fibras artificiales). 
La «Expo Ligua», también conocida como «Feria del Tejido» es un evento que se realiza cada año en la ciudad, donde más de 90 stands ofrecen una gran variedad de vestuario, en su mayoría confeccionado de forma relativamente artesanal. Se realiza por lo general en meses de verano (enero y febrero) y tiene como objetivo promover la industria textil así como de otras artesanías, tales como accesorios y joyas fabricados con la propia lana liguana. En la misma feria se ofrecen también otros productos naturales de la zona, como conservas de frutas, golosinas, y otros productos alimenticios, destacando notablemente los «dulces de La Ligua».

### Floricultura

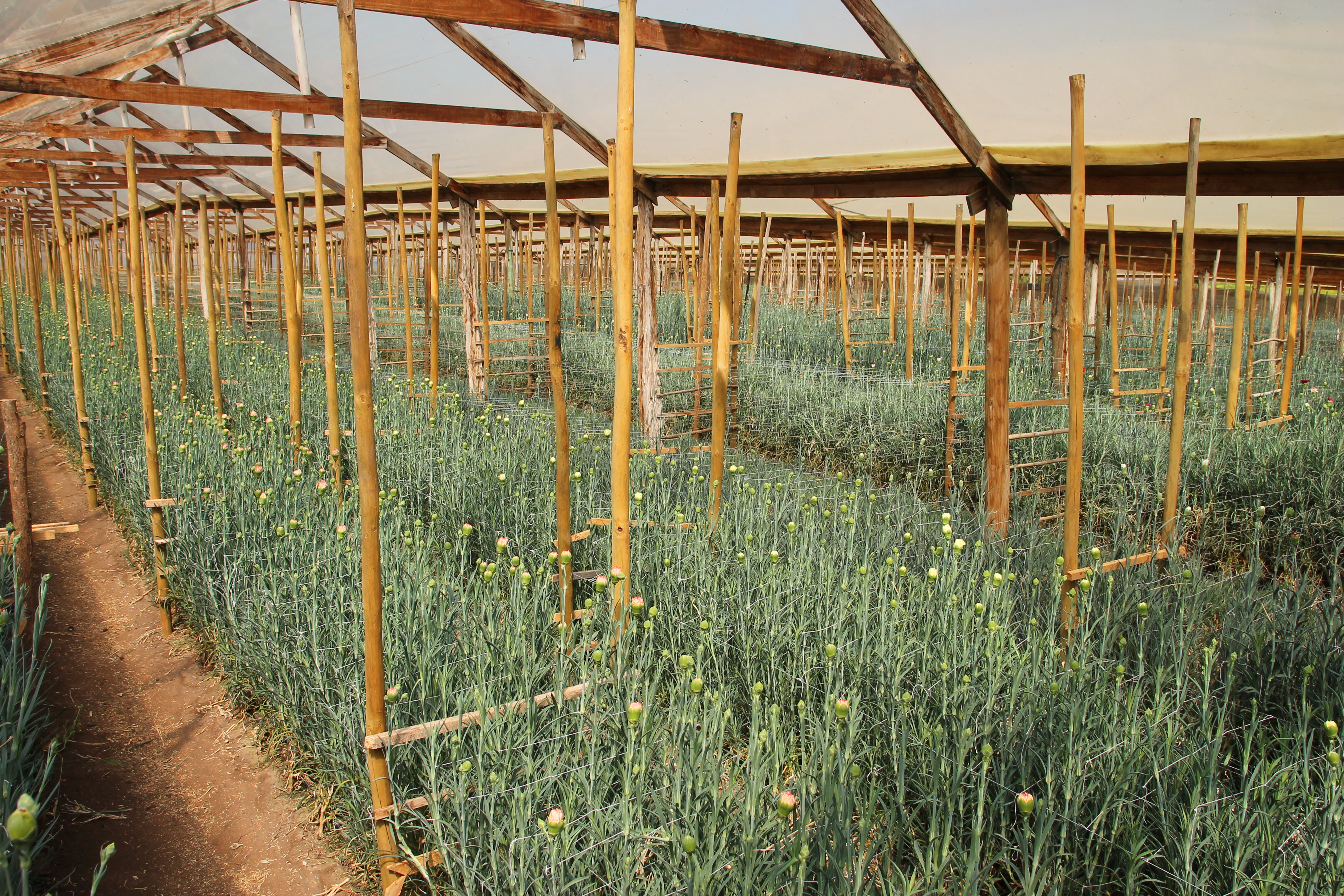
Producción de claveles en Longotoma

La localidad de Longotoma es reconocida ha sido considerado como un relevante centro productor de flores de corte, especialmente de claveles y crisantemos. Frente a desafíos como el monocultivo y la escasez hídrica, los floricultores están adoptando prácticas innovadoras gracias a un proyecto de colaboración con el INIA, financiado por el Gobierno Regional de Valparaíso. Este proyecto se centra en implementar sistemas hidropónicos y usar bioinsumos para una producción más sostenible y respetuosa con el medio ambiente. A través de la capacitación y la transferencia tecnológica, se busca optimizar el uso del agua y mejorar la calidad del suelo, lo que reforzaría la posición de Longotoma como un centro floricultor líder, capaz de adaptarse a las condiciones actuales y futuras del mercado y del clima.

## Servicios públicos

### Salud

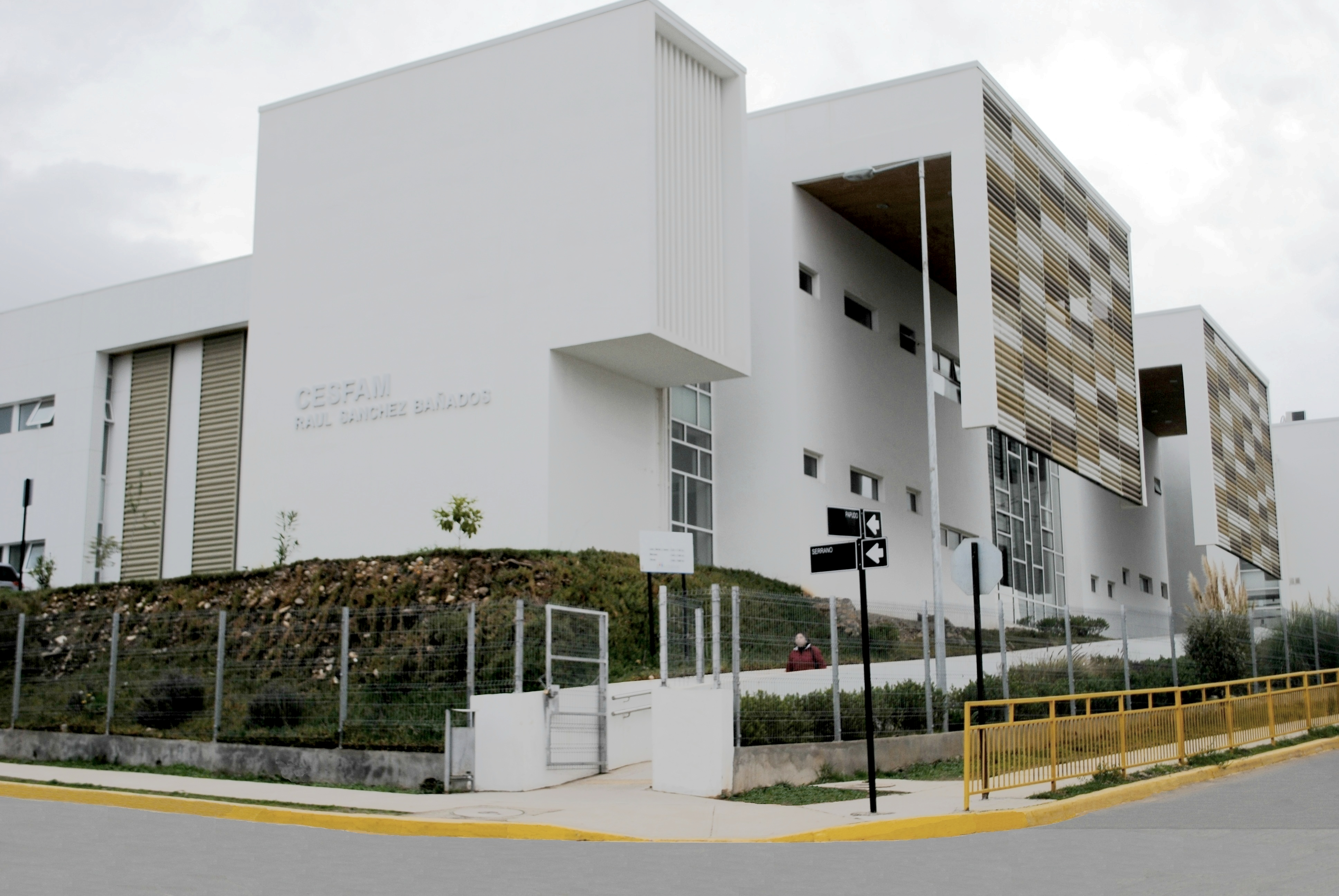
Cesfam

A enero de 2023, la comuna cuenta con una red de 15 establecimientos de salud. Esta red incluye 1 centro de salud familiar (CESFAM) para atención médica general, 2 centros de salud privados que ofrecen servicios sanitarios alternativos, y 1 Hospital que sirve como el principal punto de atención para casos más complejos. Además, la comuna se beneficia de 9 Postas de Salud Rural (PSR), que acercan la atención sanitaria a las áreas menos urbanizadas. Para las emergencias, la comuna dispone de 1 Servicio de Atención Primaria de Urgencia (SAPU) y 1 Servicio de Urgencia Rural (SUR).

### Educación

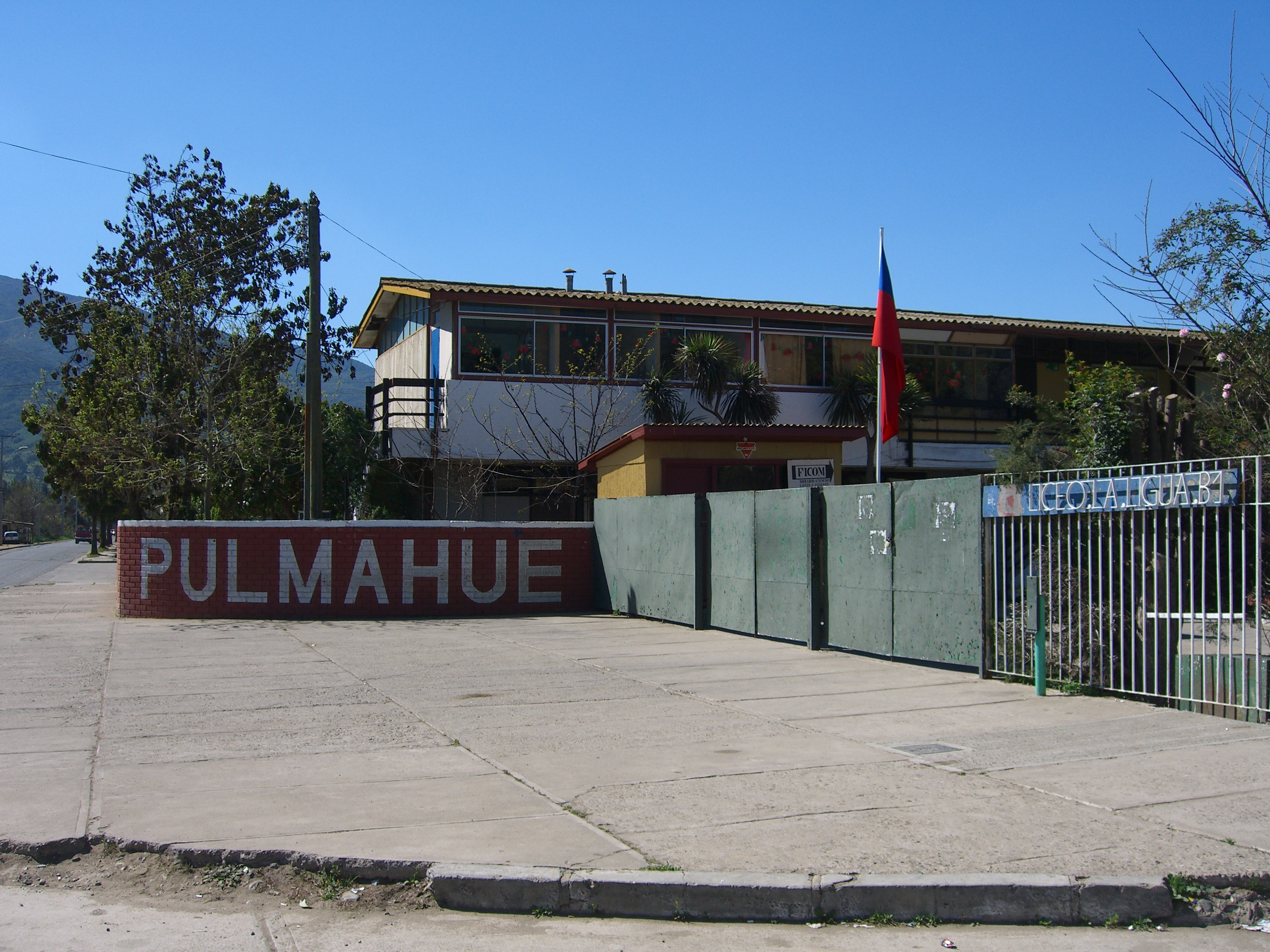
Liceo

En la comuna de La Ligua el número de establecimientos educacionales se mantuvo bastante estable entre 2020 y 2022. Se contabilizaron 24 instituciones municipales en ambos años; los establecimientos particulares subvencionados también permanecieron sin cambios, con 17 en ambos años. Sin embargo, hubo una ligera disminución en los particulares pagados, pasando de 2 en 2020 a 1 en 2022. No se registraron instituciones bajo la categoría de Corporación de Administración Delegada ni de Servicio Local de Educación en ninguno de los dos años, manteniendo el total de establecimientos educacionales en 43 en 2020 y descendiendo a 42 en 2022.

## Transporte

### Vías de comunicación terrestre
A través de la Ruta E-35 La Ligua se conecta con los pueblos del interior de la provincia de Petorca: Cabildo y Petorca, y también con la Ruta 5 Norte, hacia el sur. La ruta E-39 sirve de empalme norte con la Ruta 5 Norte, y para conectar con la Ruta F-30-E, con destino a Papudo y el litoral de la provincia de Petorca.

### Buses

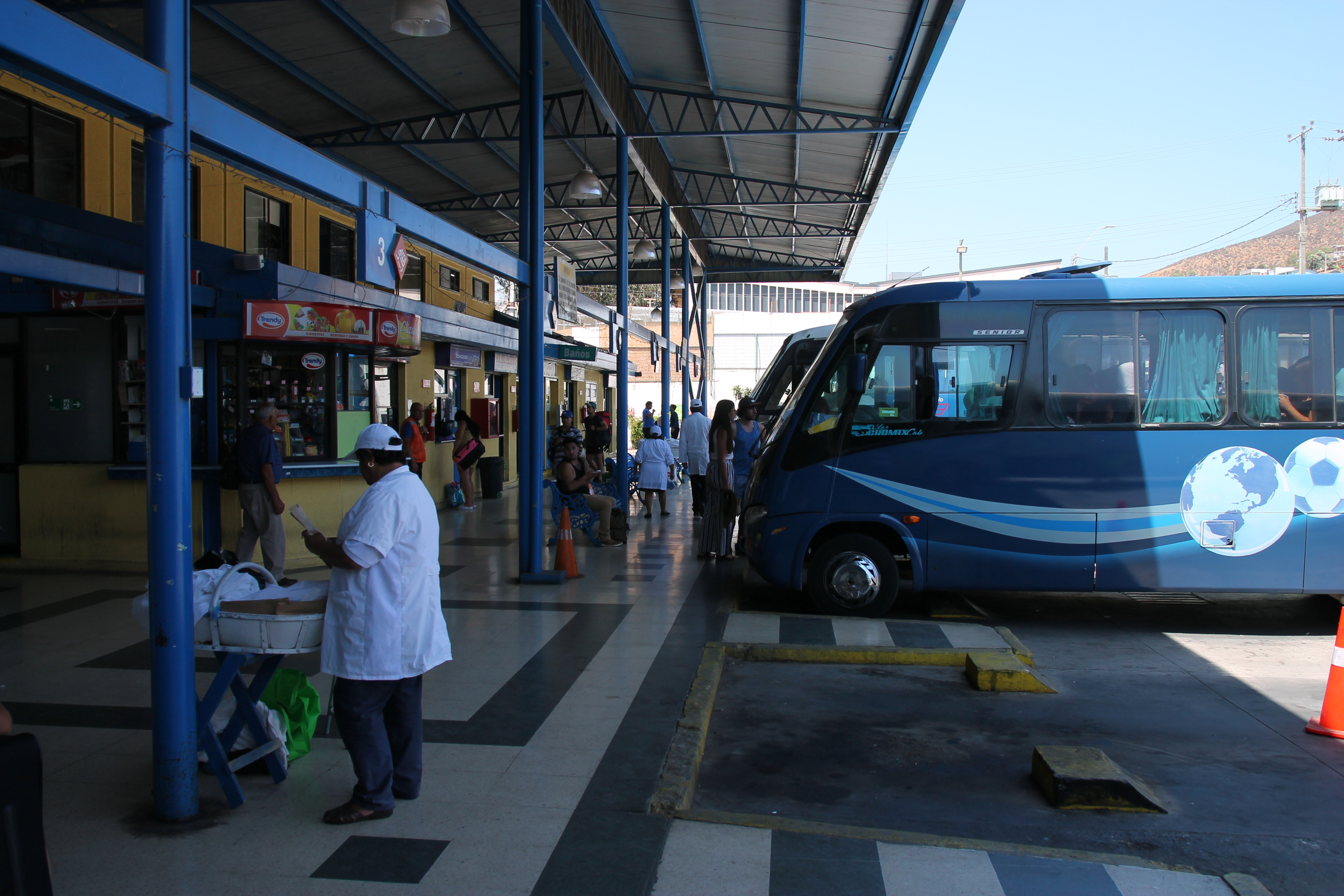
Terminal de buses (Hasta 2024)

La ciudad cuenta con un único terminal de buses, ubicado en la calle Papudo. A él llegan las siguientes líneas, con sus destinos:
- Tur Bus: Cabildo, Santiago, La Calera, La Serena, Papudo y Zapallar.
- Cóndor Bus: Cabildo, Santiago y La Calera
- La Porteña: Valparaíso, Viña del Mar, Quillota, La Calera, Cabildo, Petorca, San Felipe, Los Andes, Catapilco.
- Sol del Pacífico: Valparaíso, Viña del Mar, Quillota, La Calera, Puchuncaví, Zapallar, Papudo, Catapilco.
- Los Halcones: Santiago

Desde su propia garita, Alfer Ltda. presta servicios a las localidades de Zapallar y Papudo, con microbuses.

### Transporte público local
- Microbuses urbanos: En La Ligua existe una única empresa de transporte urbano: Alfer Ltda.
- Microbuses rurales: Diversas empresas prestan servicios desde la ciudad de La Ligua a las distintas localidades de la comuna, como La Canela, Valle Hermoso, Quebrada del Pobre, Quinquimo y Pullally.
- Taxis colectivos: Existen diversas líneas de taxis colectivos rurales, con destino a: Los Molles, Papudo, Cabildo, La Calera.

### Ferrocarriles

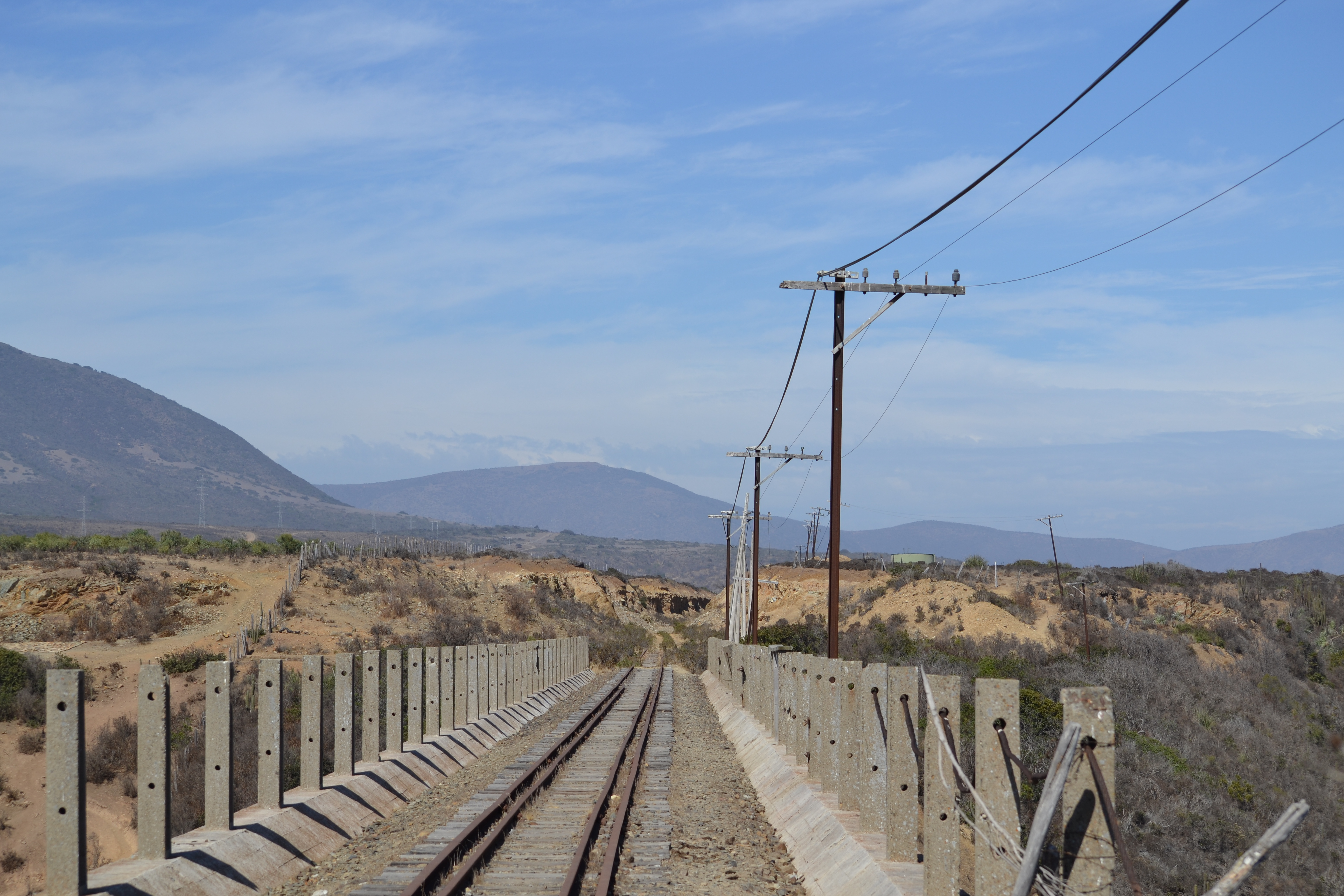
Puente ferroviario Estero Los Molles, 2011.

La comuna de La Ligua fue una vez un núcleo ferroviario del Longitudinal Norte, evidenciado por la presencia de múltiples estaciones de tren que prestaron servicios a lo largo de los años. Además, es en esta comuna donde la red norte se dividió en dos secciones, desde la estación Rayado, surgió una bifurcación en la vía: un «trayecto interior» con la estación La Ligua (inaugurado en 1894 y cerrada en 1978), y un «trayecto costa» que incluyó a las estaciones Covadonga, Quinquimo, Longotoma, Huaquén e Ingeniero Santa María (operativas entre las décadas de 1940 hasta finales de la década de 1970).
Actualmente no existe ningún servicio ferroviario que opere en la comuna. Sin embargo, han existido conversaciones a inicios de la década de 2020 sobre un proyecto denominado Tren de la Costa, que ha adquirido apoyo político de los gobiernos locales y regional, el cual es la propuesta de un servicio ferroviario de pasajeros que una a las comunas de La Calera, Nogales, Zapallar, Papudo, La Ligua y Los Vilos.

## Deportes

### Fútbol
La comuna de La Ligua ha tenido dos clubes participando en los Campeonatos Nacionales de Fútbol en Chile.
- Deportes La Ligua (tercera división 1996-2000/Cuarta División 2001).
- Deportivo Flecha (tercera división 1992/1995).

## Medios de comunicación

### Radioemisoras
FM
- 90.1 MHz - Estilo FM
- 90.5 MHz - Radio Esperanza (Los Molles)
- 90.9 MHz - Radio Amor
- 91.3 MHz - Ritoque FM
- 92.3 MHz - Radio Somos
- 92.9 MHz - Ser FM
- 93.5 MHz - Armonía
- 93.9 MHz - FM Okey
- 95.3 MHz - Dulce FM
- 96.9 MHz - Montealegre
- 98.7 MHz - Buena Onda
- 99.9 MHz - Raudal FM
- 100.7 MHz - Radio Carnaval
- 103.9 MHz - Eclipse
- 104.5 MHz - Continental
- 105.3 MHz - Crystal
- 107.3 MHz - Para Dios FM
- 107.5 MHz - Parroquia Santo Domingo
- 107.7 MHz - CCV Radio

### Televisión
TDT
- 3.1 - Girovisual HD
- 3.2 - La Ligua TV
- 3.3 - Ritoque TV
- 7.1 - Chilevisión HD
- 7.2 - UChile TV
- 10.1 - TVN HD
- 10.2 - NTV
- 13.1 - Canal 13 HD
- 13.2 - T13 En Vivo

### Medios electrónicos
- www.laliguachile.cl - El Diario de La Ligua